# 安东·莫夫
安东·莫夫（Anton Mauve），全名安東尼·魯道夫·莫夫（Anthonij Rudolf Mauve；1838年9月18日—1888年2月5日）是一位荷蘭寫實主義畫家，是海牙畫派的領袖之一。此外，他也是梵高的表兄，曾在梵高剛剛接觸繪畫時指點過他，但後來二人因觀點不和而分道揚鑣。他在世時是一位頗為成功的畫家，作品幾乎供不應求。

## 生平

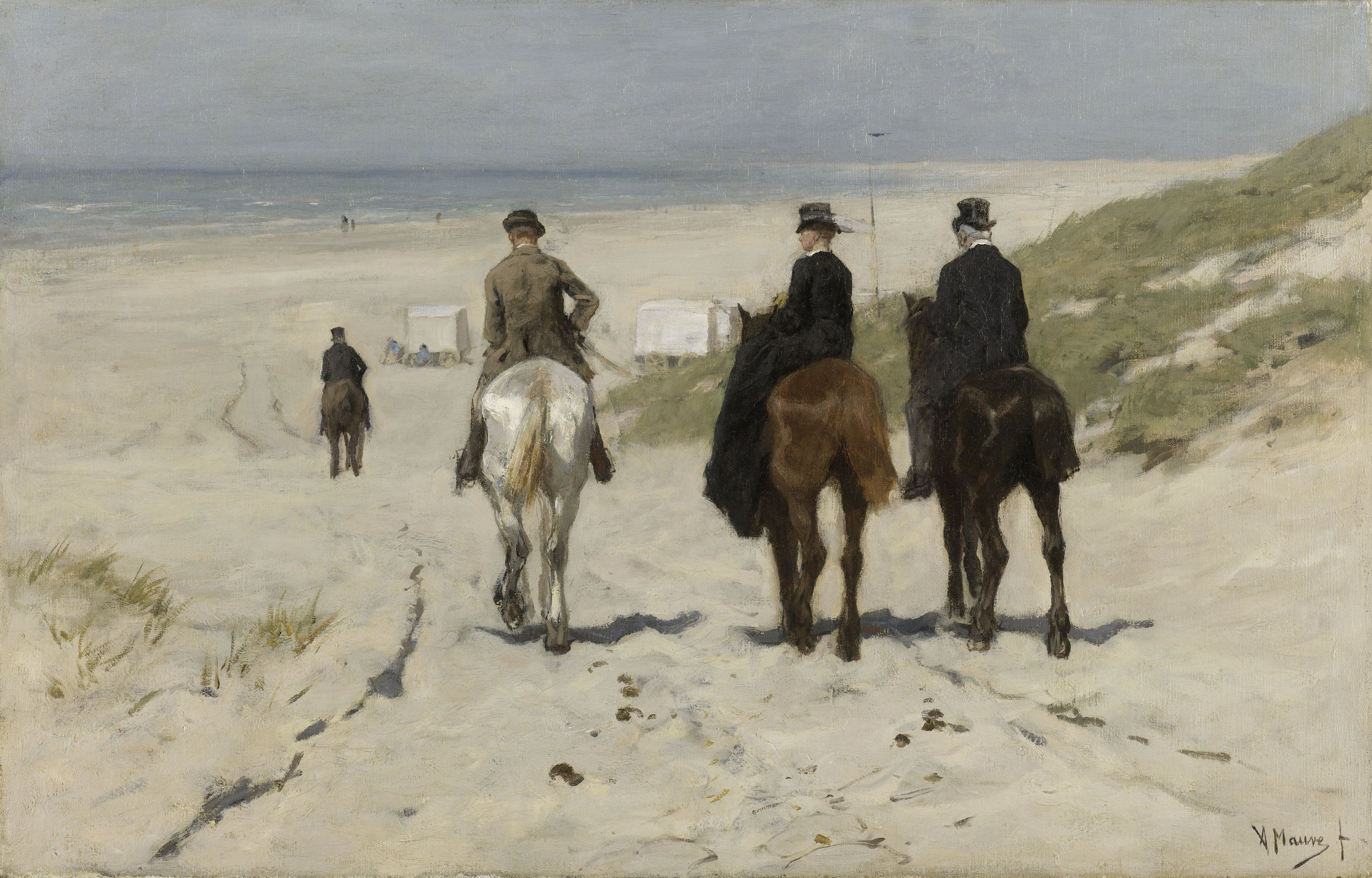
《騎馬走在早晨的沙灘上》，莫夫繪于1876年，阿姆斯特丹國家博物館

安东·莫夫出生於荷蘭赞丹，父親是一位牧師。他曾師從Pieter van Os和保羅·加布里埃爾（Paul Gabriël）學畫，後來和加布里埃爾在欧斯特贝克開了畫室。他和畫家约瑟夫·伊斯拉尔斯、威廉·馬里斯交好，受二人影響放棄了早年的明亮畫風。1872年定居海牙，後來成為海牙畫派的一份子。1881年梵高來訪。1888年2月5日死於荷蘭阿纳姆。

## 外部連結
- RKD databases Rijksbureau voor Kunsthistorische Documentatie, The Hague（页面存档备份，存于）
- De Valk Lexicon kunstenaars Laren-Blaricum Larense School（页面存档备份，存于）
- Anton Mauve at the Rijksmuseum, Amsterdam（页面存档备份，存于）
- The Hague School and young Van Gogh at the Gemeentemuseum, The Hague（页面存档备份，存于）
- Anton Mauve exhibition catalog（页面存档备份，存于）